# The Guardsman
The Guardsman ist eine US-amerikanische Filmkomödie aus dem Jahr 1931. Das Drehbuch basiert auf dem Bühnenstück A testör von Ferenc Molnár.

## Handlung
Seit sechs Monaten sind die Hauptdarsteller des Theaterstücks Elizabeth the Queen, das am Wiener Burgtheater aufgeführt wird, miteinander verheiratet. Zwischen den beiden herrscht Streit. Sie, zum siebten Mal verheiratet, ist ihres Mannes überdrüssig. Der wirft ihr Untreue vor, weil er bemerkt hat, dass sie schon nach einem neuen Ehemann Ausschau hält. Seinem Freund, dem Kritiker Bernhardt, erzählt er, dass ihr Klavierspiel von Chopin ein sicheres Zeichen für ihre Untreue sei.
Der Schauspieler will seine Frau, die Männer in Uniform unwiderstehlich findet, testen und verkleidet sich als russischer Gardist. Er schickt ihr Blumen und wartet auf ihre Reaktion um sie dann der Untreue bezichtigen zu können. Tatsächlich hat die Verkleidung die Schauspielerin in die Irre geführt. Sie lässt dem vermeintlichen Gardisten eine Nachricht zukommen, in der sie in ein Treffen einwilligt. Ihr Ehemann schwindelt sie an, indem er behauptet, für eine Aufführung von Hamlet am nächsten Tag verreisen zu müssen. Als der Schauspieler sich am Abend verabschiedet, kleidet sich seine Ehefrau für das Treffen an. Der Schauspieler kehrt, als Gardist verkleidet, zurück und verwickelt sie in ein Gespräch über ihren Ehemann. Sie erzählt ihm, ihr Mann sei intelligent und attraktiv. Außerdem sei er außer Haus. Sie bittet ihren Galan über Nacht zu bleiben. Ihr verkleideter Ehemann versucht, sie mit rabiaten Mitteln zu verführen, so dass sie ihr Dienstmädchen Liesl zu Hilfe ruft. Er ist von ihrem Widerstand und ihrer Versicherung, dass sie ihren Mann liebe, begeistert. Doch bevor sie ihn wegschickt, verabredet sie ein neues Treffen noch am selben Abend in der Oper.
In der Oper sucht der immer noch verkleidete Ehemann seine Frau in ihrer Loge auf. Sie sehen sich die Aufführung an, Im Anschluss bringt er sie nach Hause. Sie küsst ihn und sagt ihm, dass sie ihn nicht mehr wiedersehen wolle. Er freut sich über die Treue seiner Frau, doch dann bemerkt er, wie sie die Hausschlüssel fallen lässt. Er nimmt die Schlüssel und folgt ihr ins Haus. Dort fordert seine Frau ihn auf zu gehen, weil sie Angst hat, dass ihr eifersüchtiger Ehemann heimkehrt. Der Gardist verlässt das Haus, zieht sich um und kommt als Ehemann wieder heim. Er hat die Verkleidung mitgenommen und legt sie an, während er seiner Frau von der Aufführung erzählt. Wieder als Gardist gekleidet, bedroht er seine Frau mit einem Messer, die ihn jedoch auslacht und ihm sagt, dass sie ihn schon vom ersten Augenblick an als ihren Ehemann erkannt habe. Dabei schaut sie lächelnd zu Bernhardt.

## Kritik
Mordaunt Hall von der New York Times befand, durch die gelegentlichen Nahaufnahmen und die exzellente Aufnahme könne man die Adaption von Molnars Arbeit in seiner ganzen Herrlichkeit genießen.

## Auszeichnungen
1932 wurden Alfred Lunt in der Kategorie Bester Hauptdarsteller und Lynn Fontanne in der Kategorie Beste Hauptdarstellerin für den Oscar nominiert.

## Hintergrund
Die Uraufführung fand am 7. November 1931 statt. Für die Produktion der MGM waren Cedric Gibbons für die Ausstattung, Gilbert Adrian für die Kostüme und Douglas Shearer für den Ton verantwortlich. Die beiden Hauptdarsteller, die ihr Debüt in einem Tonfilm hatten, waren auch im realen Leben miteinander verheiratet. Es ist auch der einzige Tonfilm, den sie drehten. Erst in den 1950er Jahren hatten beide einige Auftritte in TV-Filmen und Serien.
Ferenc Molnars Theaterstück wurde 1911 in Budapest uraufgeführt. 1913 wurde es unter dem Titel Where Ignorance Is Bliss in New York gespielt. Die bekannteste Adaption stammte von Philip Moeller und wurde 1924 mit dem Titel The Guardsman uraufgeführt. Hier spielten wiederum Alfred Lunt und Lynn Fontanne die Hauptrollen. Das im Film gezeigte Bühnenstück Elizabeth the Queen stammte von Maxwell Anderson. Dieses Stück wurde ein Jahr zuvor am Broadway aufgeführt. Auch hier spielten die beiden Hauptdarsteller des Films mit. 1941 drehte Roy Del Ruth mit Nelson Eddy und Risë Stevens in den Hauptrollen ein teilweises Remake unter dem Titel The Chocolate Soldier.